# Diaulota
Diaulota is een geslacht van kevers uit de familie van de kortschildkevers (Staphylinidae).

## Soorten
- Diaulota alaskana Ahn, 1996
- Diaulota aokii Sawada, 1971
- Diaulota densissima Casey, 1894
- Diaulota fulviventris Moore, 1956
- Diaulota harteri Moore, 1956
- Diaulota pacifica Sawada, 1971
- Diaulota uenoi (Sawada, 1955)
- Diaulota vandykei Moore, 1956